# Муджибур Рахман
Муджибур Рахман (на бенгалски: শেখ মুজিবুর রহমান), известен също като Шейх Муджиб, е бангладешки политик и държавник, считан за „баща на нацията“ в Бангладеш. Служи като първи президент на Бангладеш от април 1971 г. до януари 1972 г., а след това като министър-председател от януари 1972 г. до 15 август 1975 г., когато е убит. Счита се за една от основните движещи сили зад независимостта на страната. Наричан е с прозвището Бангабандху („Приятел на Бенгал“) от бенгалците. Той е основна фигура и по-късно водач на партията Авами Лийг, основана през 1949 г. в Източен Пакистан. Шейх Муджиб изиграва важна роля в усилията за придобиване на политическа автономия на Източен Пакистан, а след това като водеща фигура зад Бангладешкото освободително движение и войната за независимост на Бангладеш през 1971 г. Дъщеря му, Шейх Хасина, е настоящ ръководител на Авами Лийг и министър-председател на Бангладеш.
Първоначално застъпник на демокрацията и социализма, Шейх Муджиб се издига сред редиците на Авами Лийг и политическата сцена на Източен Пакистан като харизматичен и влиятелен оратор. Става популярен с противопоставянето си на етническата и институционалната дискриминация на бенгалците в Пакистан. Със засилването на напрежението, той начертава план за автономия от шесто точки, но е арестуван от режима на Мухамад Аюб Хан за държавна измяна. Шейх Муджиб оглавява Авами Лийг, която спечелва първите демократични избори в Пакистан през 1970 г. Въпреки че печели мнозинство, партията не е приканена от управляващата военна хунта за съставяне на правителство. Докато гражданското неподчинение взема връх в Източен Пакистан, Шейх Муджиб индиректно обявява независимостта на Бангладеш по време на реч в Дака на 7 март 1971 г. На 26 март 1971 г. пакистанската армия отговаря на масовите протести с операция „Прожектор“, в хода на която Шейх Муджиб е арестуван и хвърлен в строг тъмничен затвор в Западен Пакистан, докато бенгалски граждани, студенти, интелигенция и политици са избивани в геноцида в Бангладеш. Докато Шейх Муджиб отсъства от политическия живот, много бенгалци се присъединяват към партизанското съпротивително движение Мукти Бахини и, подпомагани от индийските въоръжени сили, побеждават пакистанските войски във войната за независимост. След като Бангладеш става независима държава, Шейх Муджиб е освободен от затвора, поради международния натиск върху Пакистан. През януари 1972 г. се завръща в Дака след кратки посещения във Великобритания и Индия.
Муджибур Рахман става министър-председател на Бангладеш при парламентарната система, приета от нововъзникналата страна. Той натоварва временния парламент със задачата да състави нова конституция, спазваща четирите фундаментални принципа на нацията: национализъм, секуларизъм, демокрация и социализъм. На практика те отразяват собствените му политически виждания, понякога колективно описвани чрез термина муджибизъм. Авами Лийг спечелва убедително мнозинство на първите парламентарни избори в независимата страна през 1973 г. Въпреки това Шейх Муджиб е изправен пред предизвикателствата на повсеместна безработица, бедност и корупция, както и масовия глад в Бангладеш през 1974 г. Правителството му е критикувано за това, че отрича конституционното признаване на туземните малцинства, а силите му за сигурност (паравоенните Национални сили за отбрана) нарушават човешките права. Сред нарастващото политическо вълнение Шейх Муджиб установява еднопартийна социалистическа система на управление през януари 1975 г. Шест месеца по-късно той и семейството му са убити от офицери от армията, които извършват преврат. Те установяват военно положение и ново правителство.
В анкета на BBC от 2004 г. Муджибур Рахман е избран за „най-великия бенгалец на всички времена“.